# Valódi rájafélék
A valódi rájafélék (Rajidae) a porcos halak (Chondrichthyes) osztályába és a rájaalakúak (Rajiformes) rendjébe tartozó család.
A családba 162 élő faj tartozik.

## Tudnivalók
A valódi rájafélék, mint porcoshal-család minden óceánban és számos tengerben megtalálhatók; a Jeges-tengertől egészen a Déli-óceánig fordulnak elő. A különböző fajok elterjedési területe, csak egy-egy kis óceánrészre vagy tengerre korlátozódik. Habár néhányuk trópusi faj, a valódi ráják többsége szubtrópusi vagy mérsékelt övi vizek lakója. Egyesek pedig kizárólag a sarki vizekben élnek. Ezek a porcos halak fajtól függően 17,4-285 centiméteresek. Testformájuk többnyire rombusz alakú. Az egyes fajok fejének alakja hegyes vagy tompa. Lapos fogaik sorokba rendeződnek. A nemek hasonlók, a hím rendszerint kisebb. Mindegyikük belső megtermékenyítés által szaporodik, és tojásrakók (ovoparia). A nőstény tojástokokat rak.

## Rendszerezés
A családba az alábbi 17 nem tartozik:
- Amblyraja Malm, 1877 – 10 faj
- Beringraja Ishihara et al., 2012 – 6 faj
- Breviraja Bigelow & Schroeder, 1948 – 6 faj
- Dactylobatus B. A. Bean & A. C. Weed, 1909 – 2 faj
- Dentiraja Richardson, 1845 – 10 faj
- Dipturus Rafinesque, 1810 – 41 faj
- Hongeo Jeong & Nakabo, 2009 – 1 faj
- Leucoraja Malm, 1877 – 15 faj
- Malacoraja Stehmann, 1970 – 4 faj
- Neoraja McEachran & Compagno, 1982 – 5 faj
- Okamejei Ishiyama, 1958 – 13 faj
- Orbiraja Last, Weigman & Dumale, 2016 – 2 faj
- Raja Linnaeus, 1758 – 23 faj; típusnem
- Rajella Stehmann, 1970 – 18 faj
- Rostroraja Hulley, 1972 – 2 faj
- Spiniraja Whitley, 1939 - 1 faj
- Zearaja Whitley, 1939 – 3 faj

## Képek

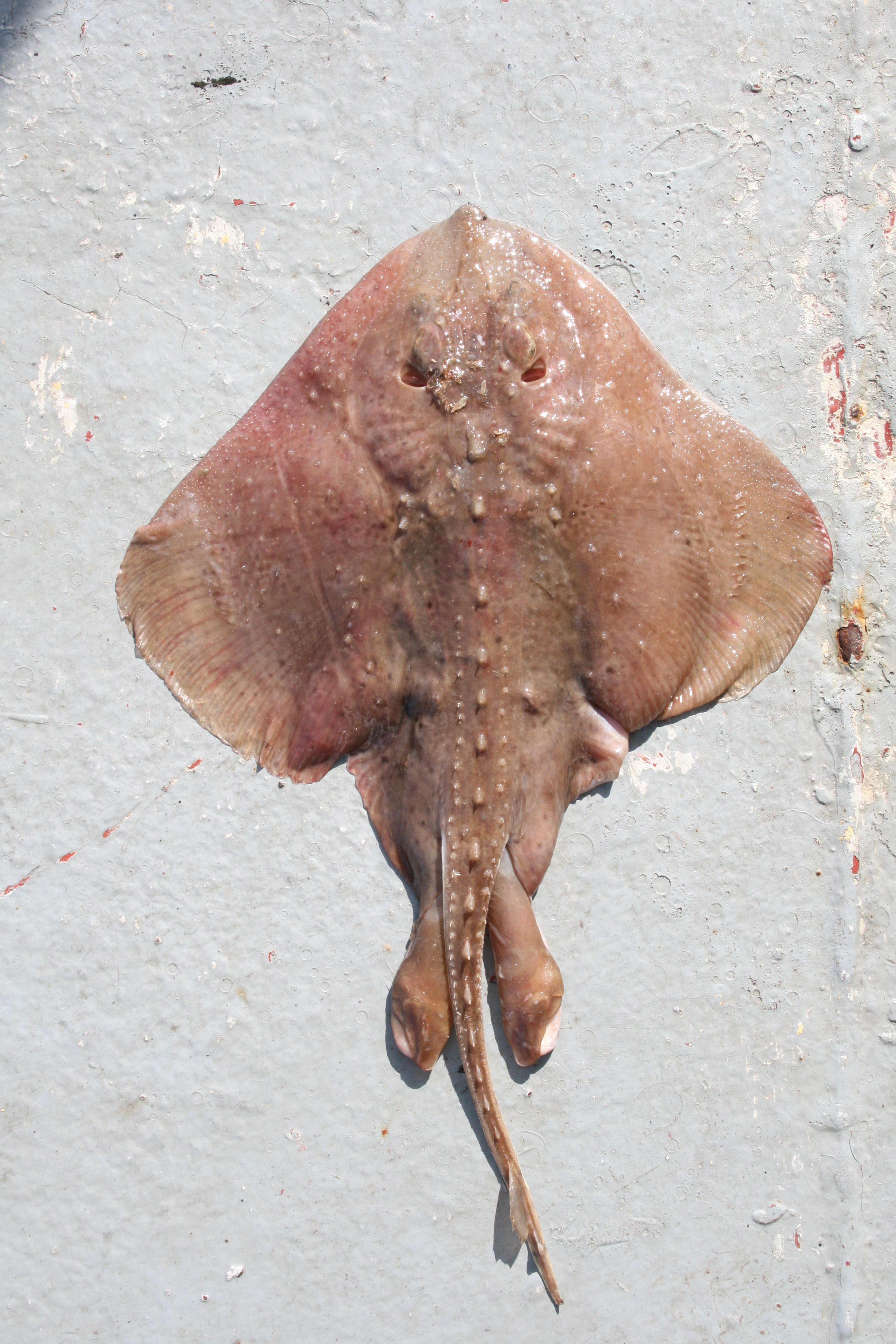
Csillagrája (Amblyraja radiata)
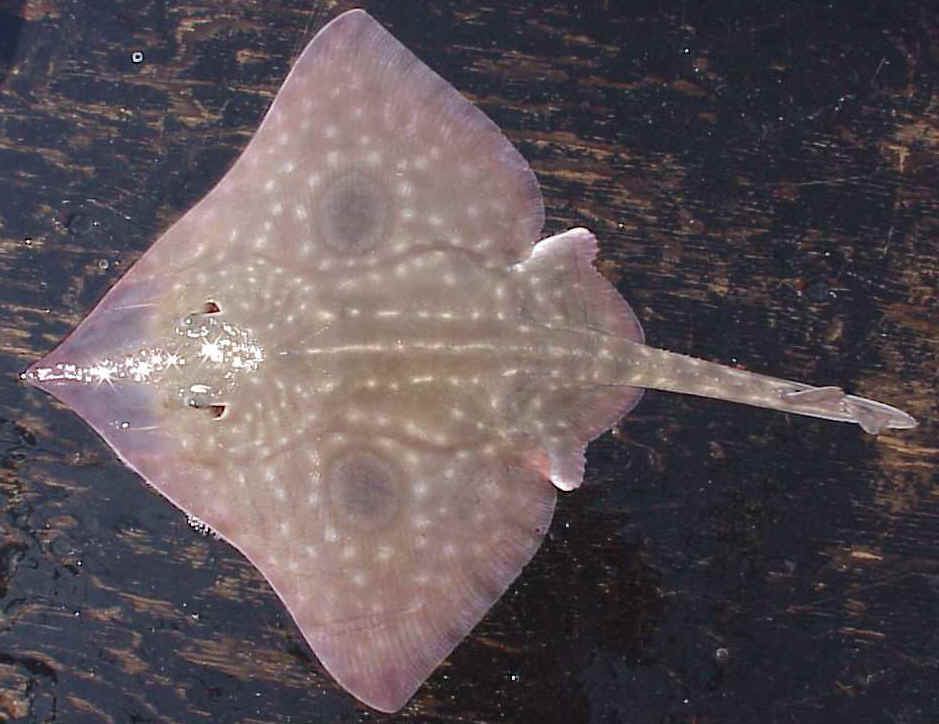
Beringraja binoculata
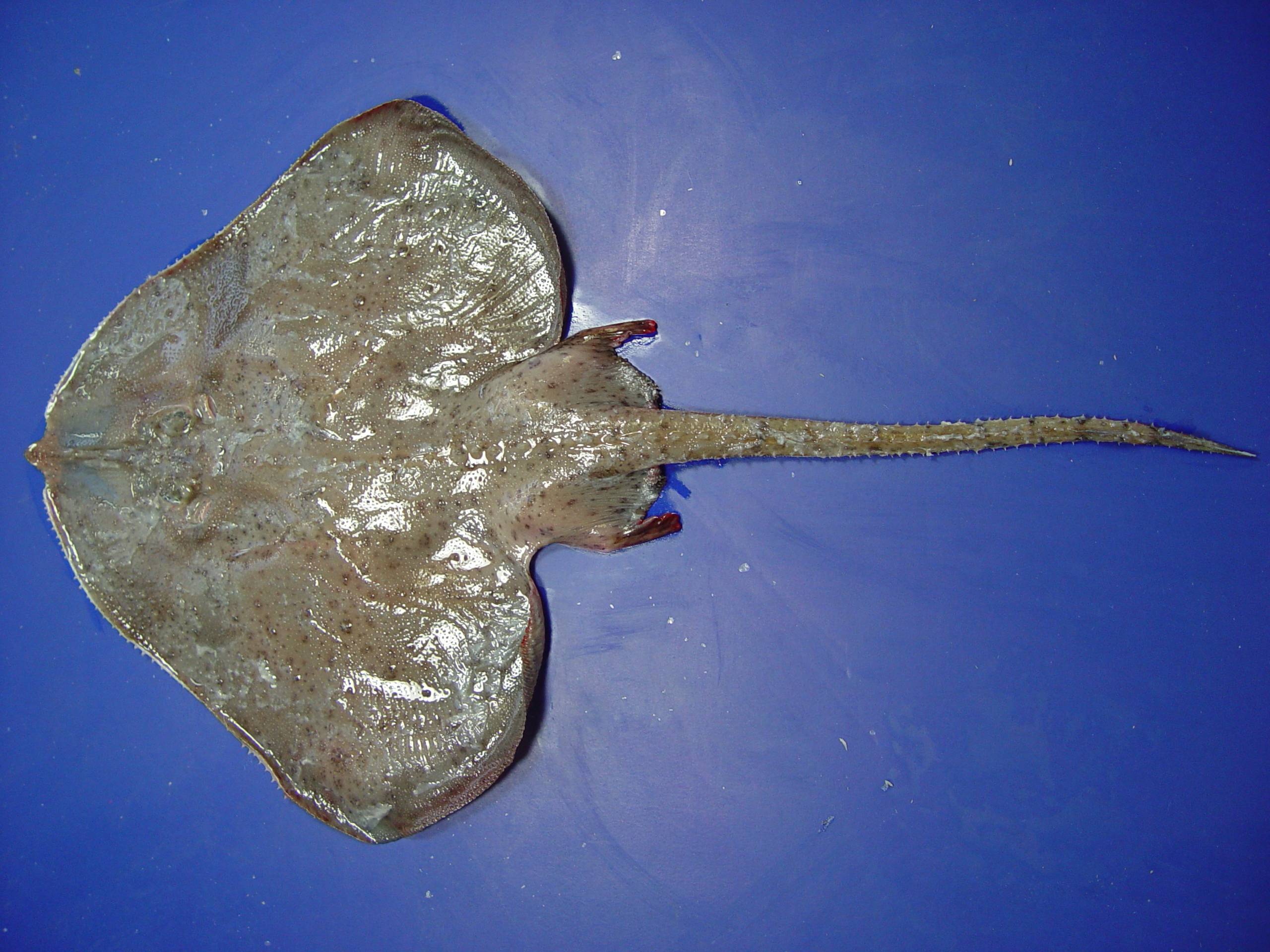
Breviraja spinosa
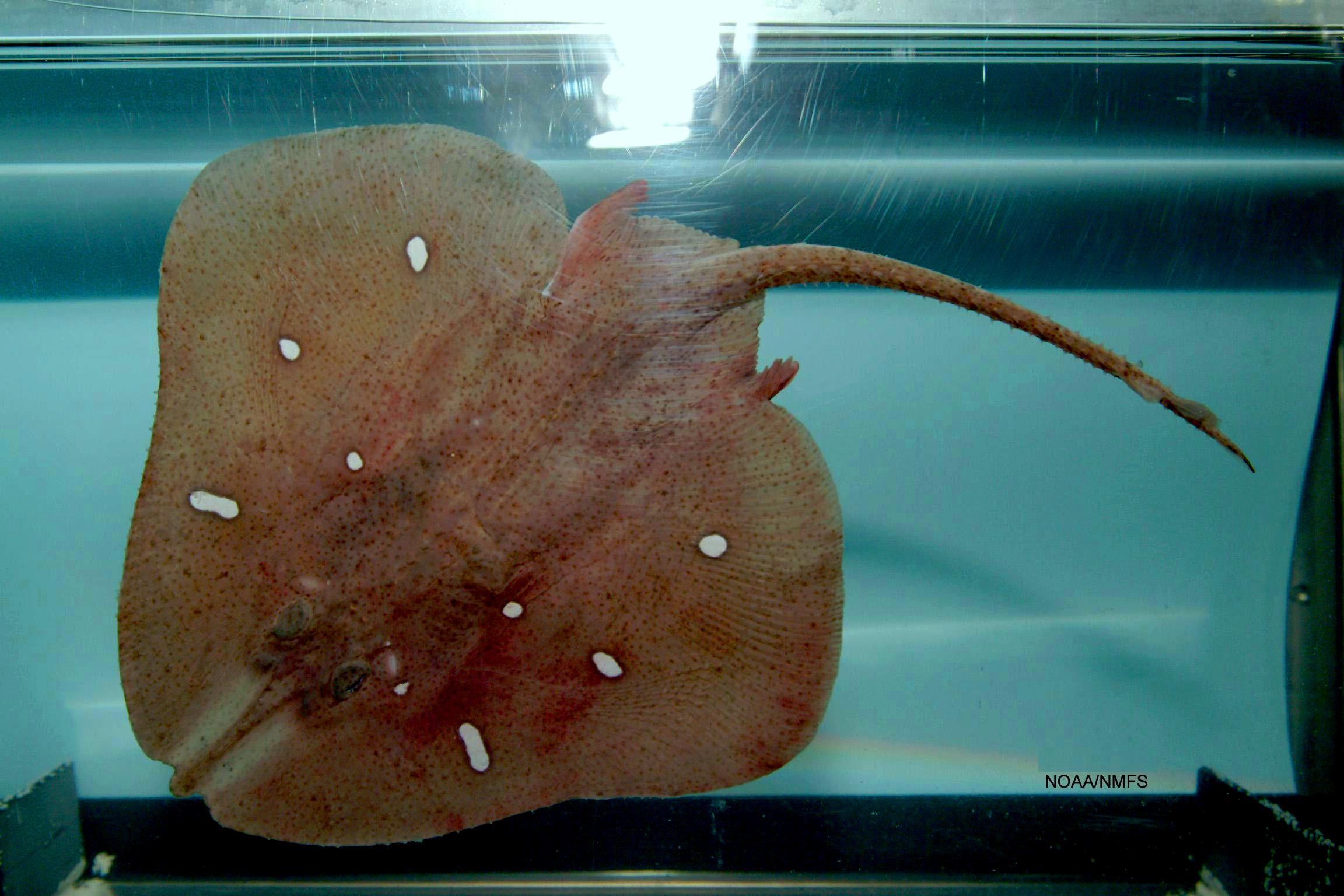
Dactylobatus clarkii
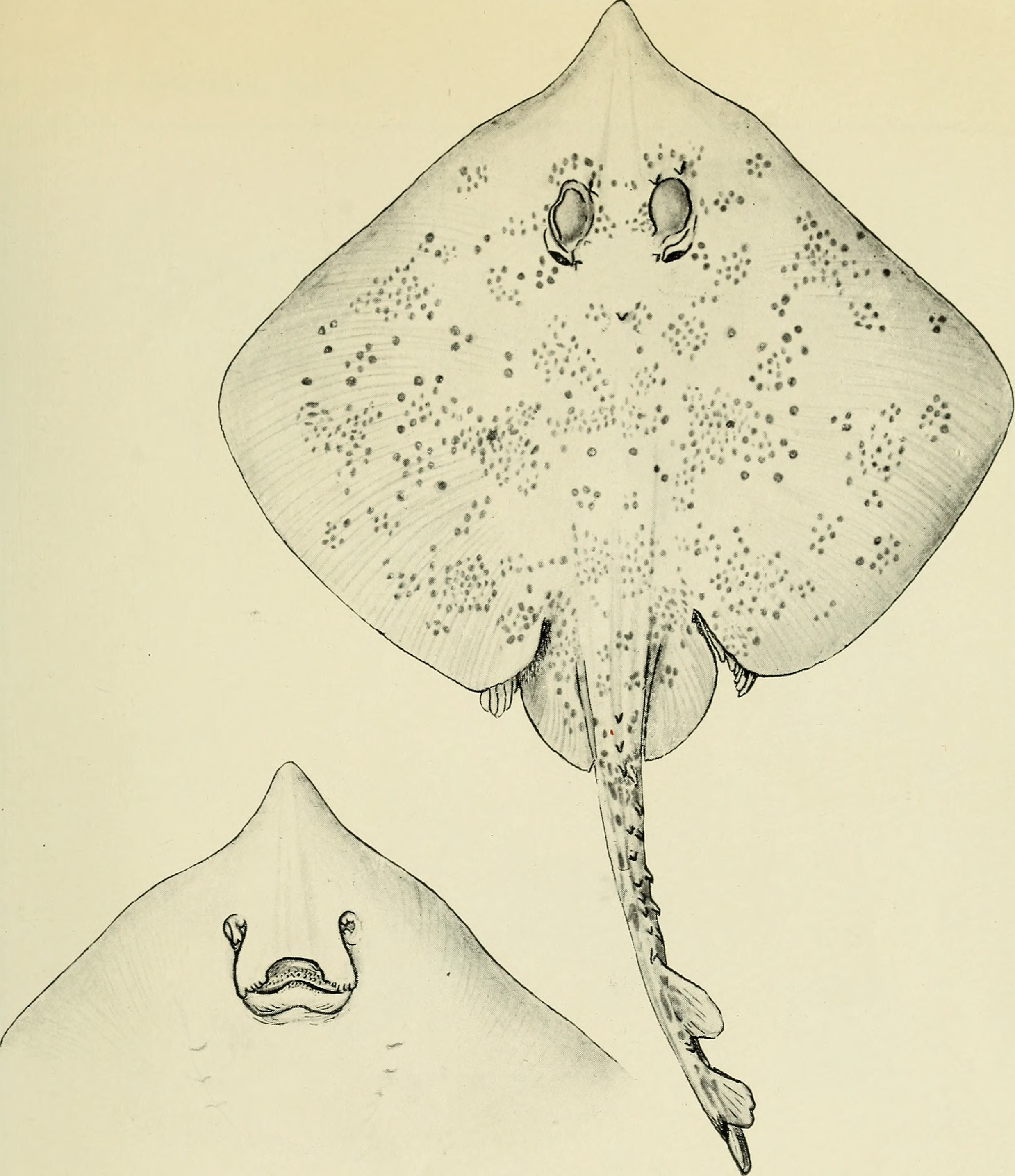
Dentiraja polyommata
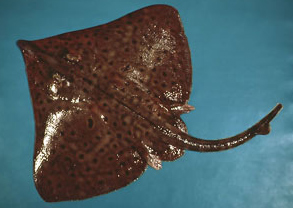
Barndoor rája (Dipturus laevis)
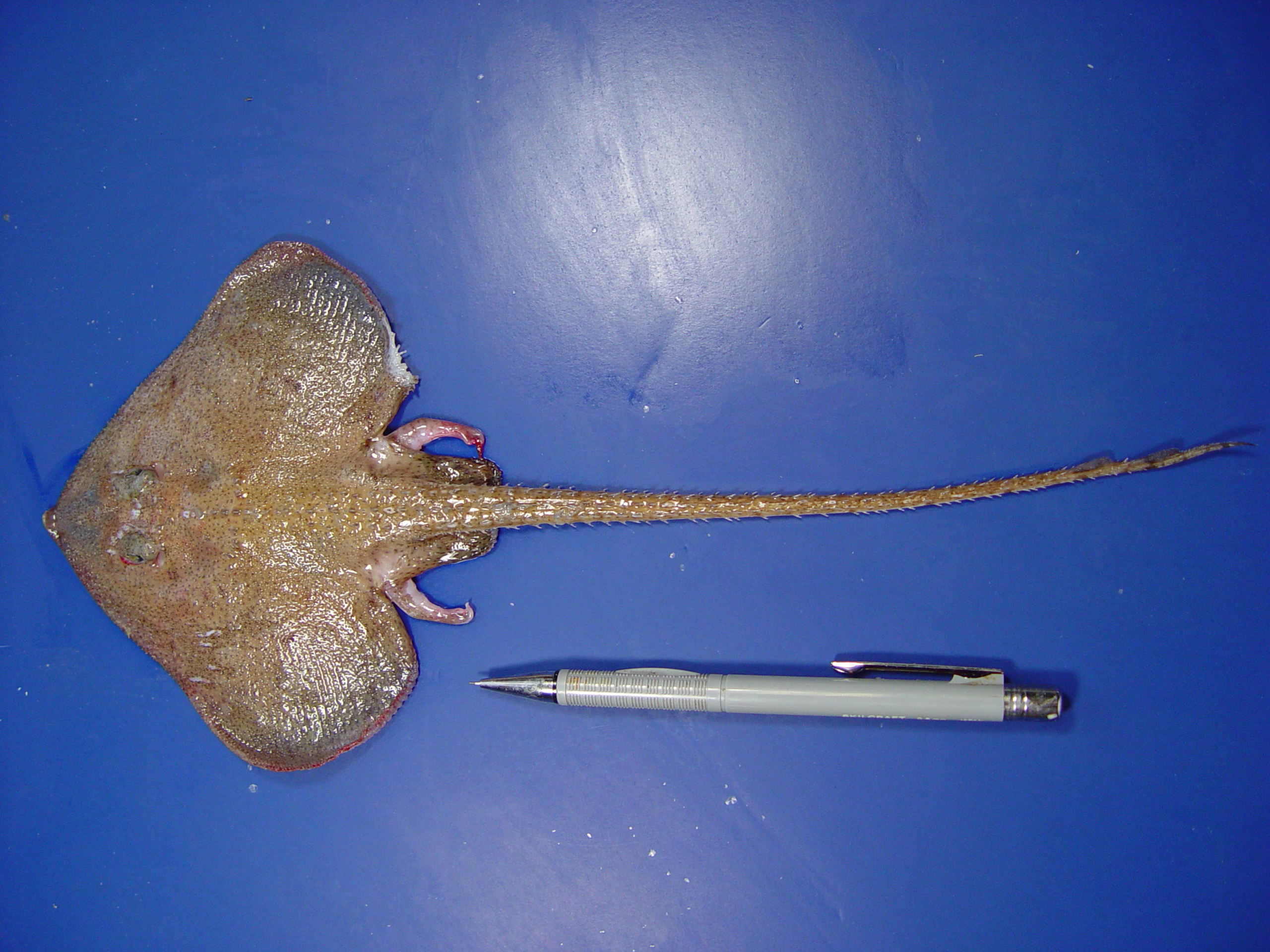
Fenestraja ishiyamai
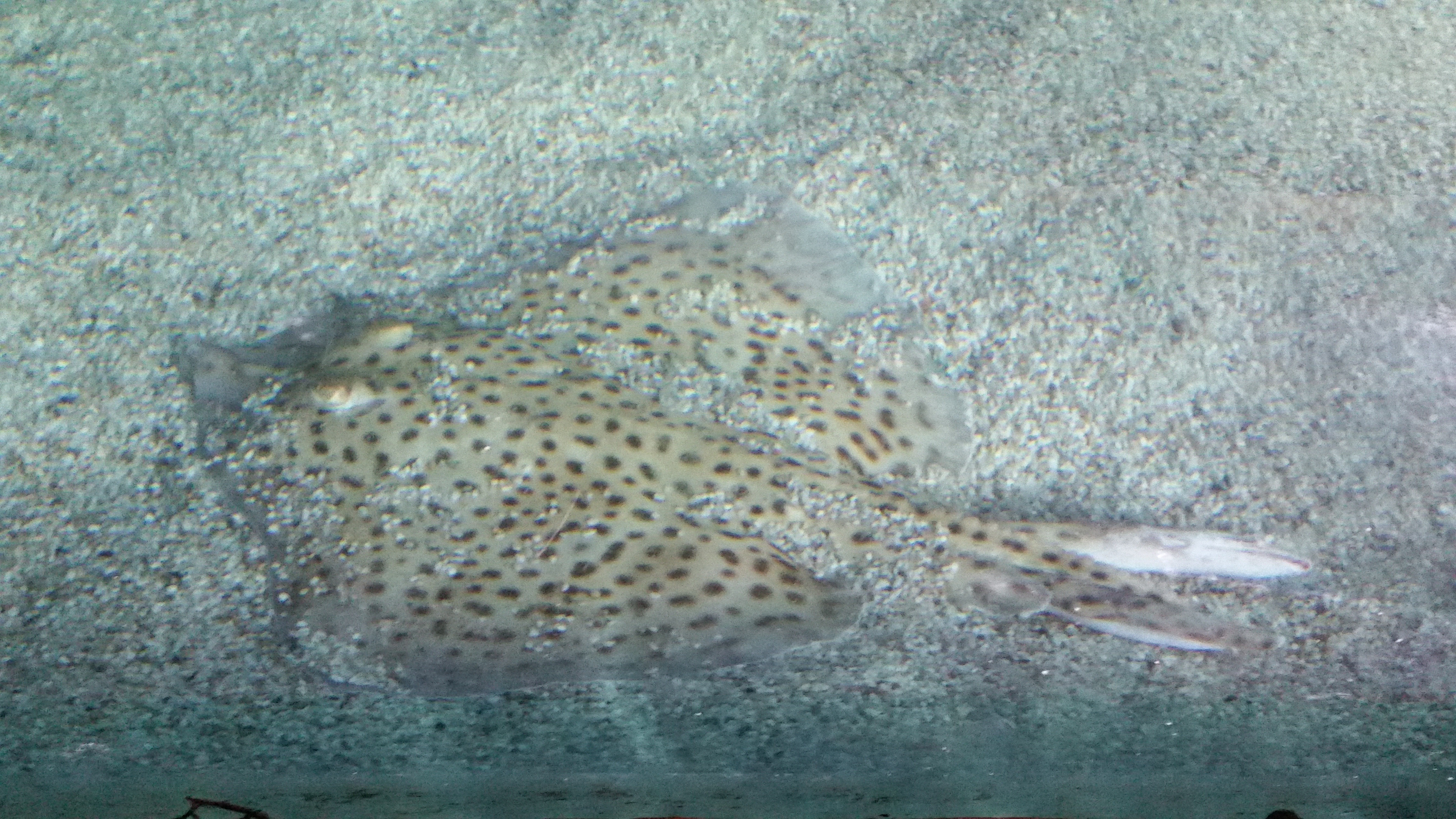
Téli rája (Leucoraja ocellata)
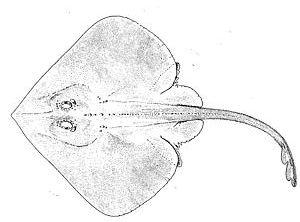
Sima rája (Malacoraja senta)
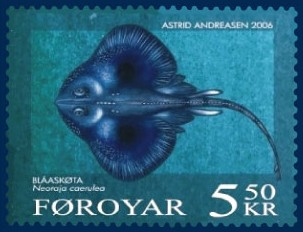
Neoraja caerulea
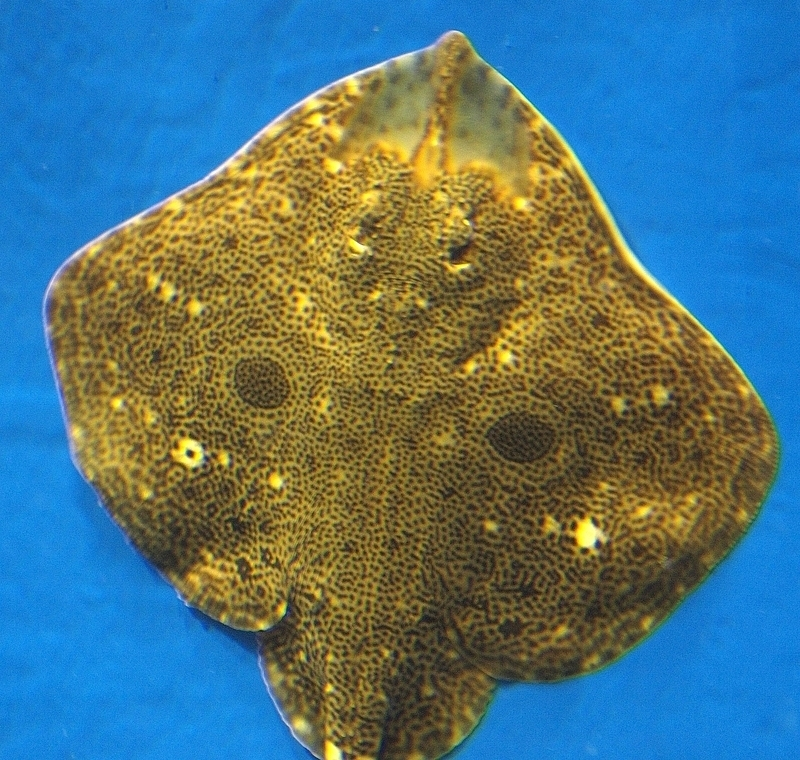
Okamejei kenojei
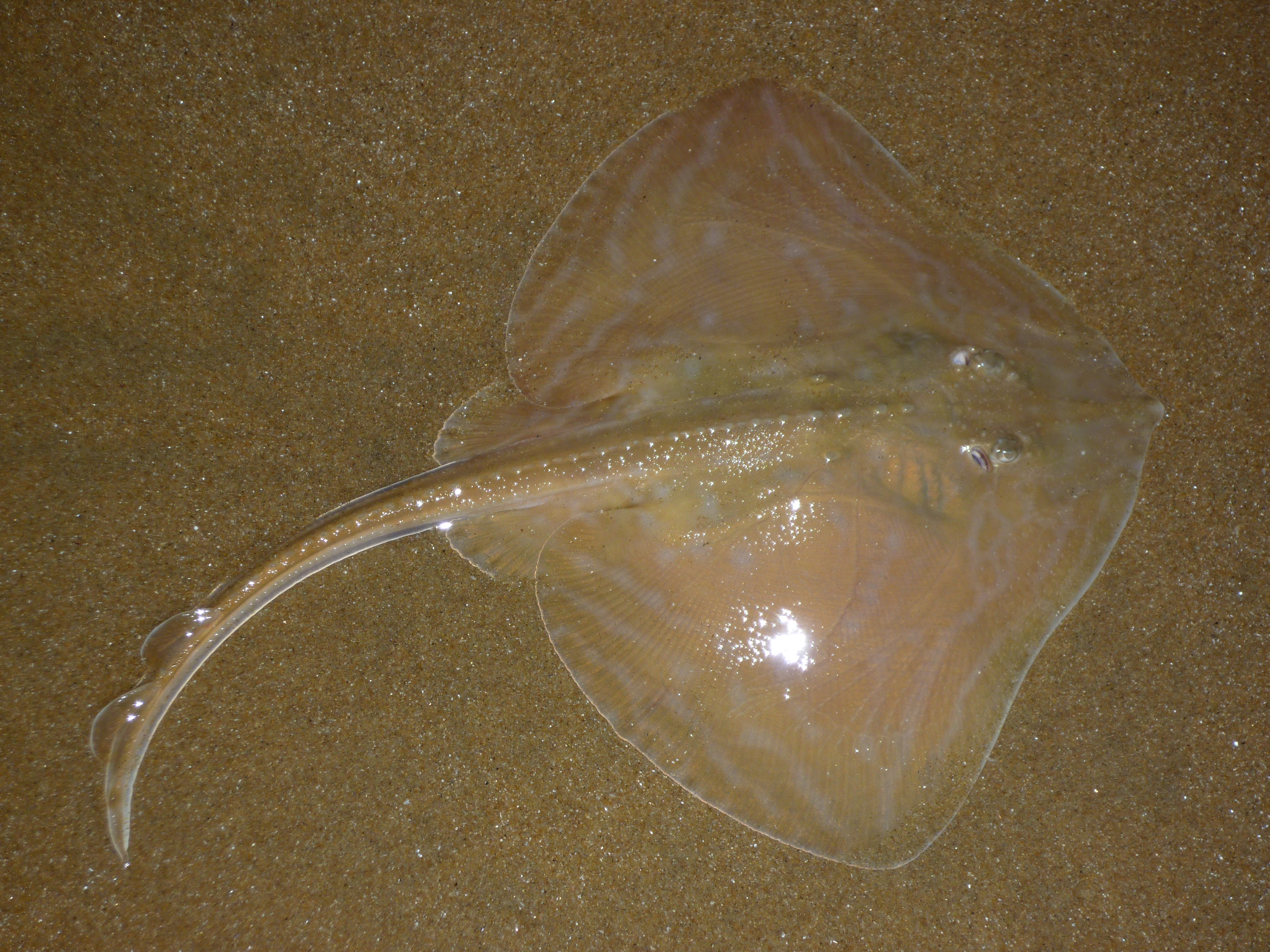
Csíkos rája (Raja microocellata)
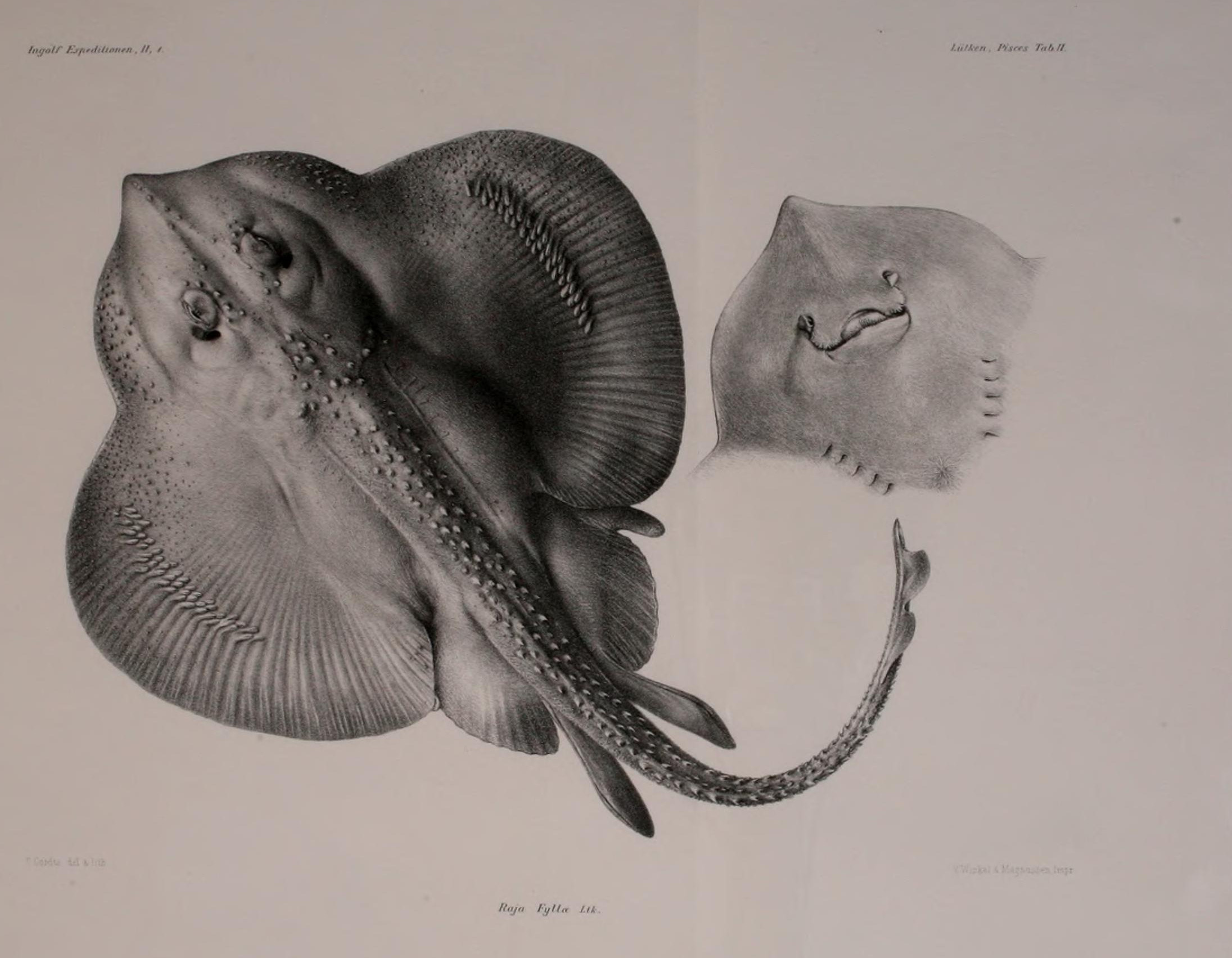
Fylla-rája (Rajella fyllae)
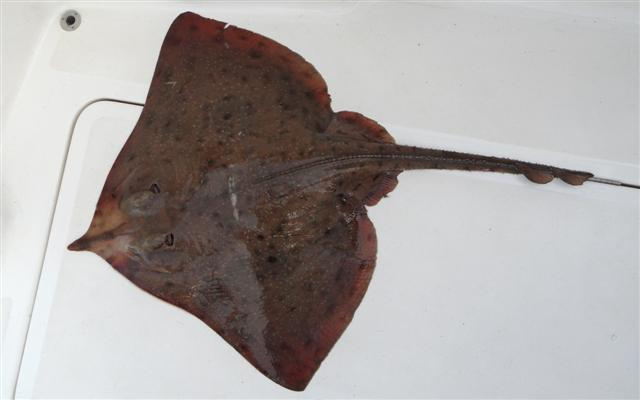
Fehér rája (Rostroraja alba)
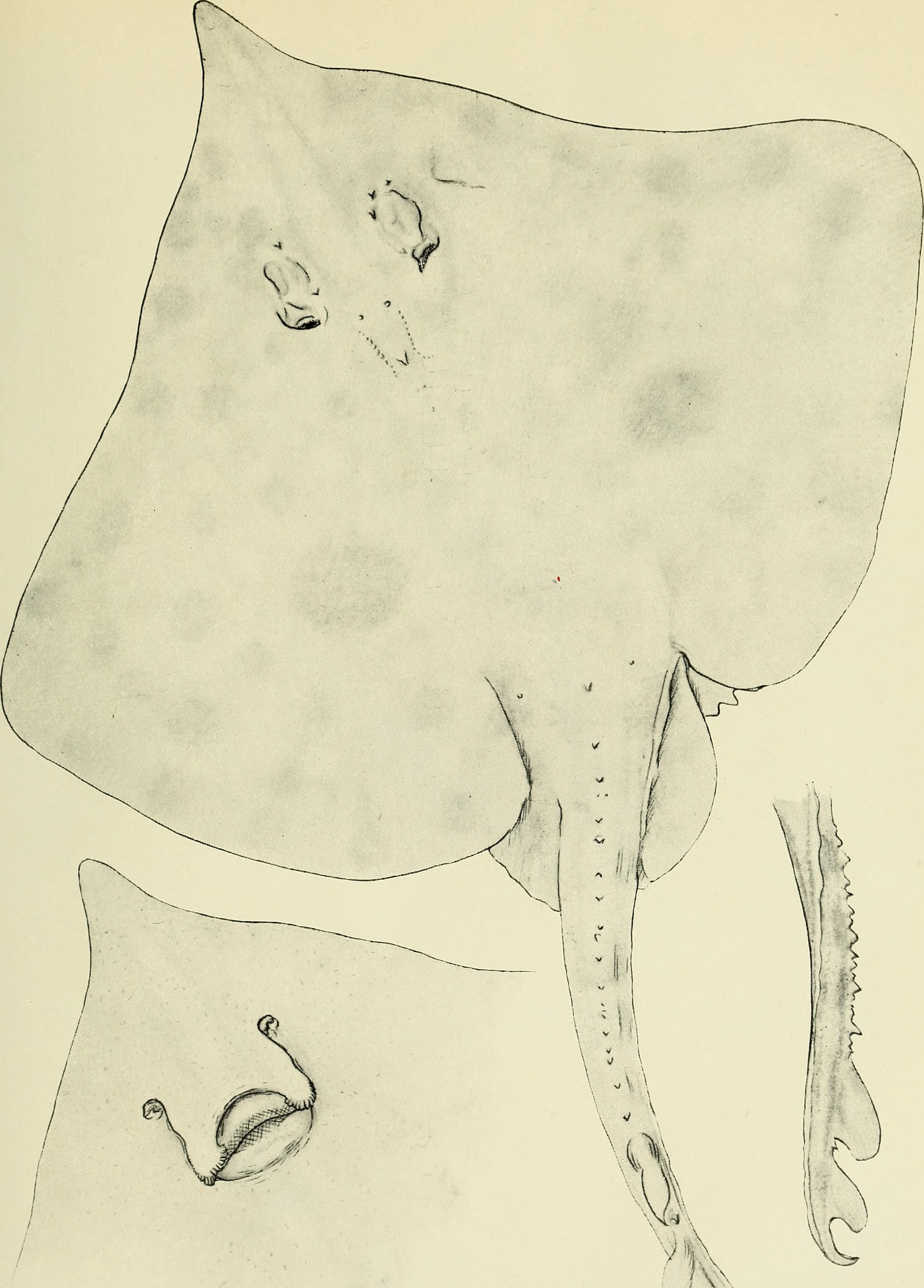
Zearaja nasuta